# 刘木华
刘木华（1968年12月—），男，汉族，江西宁都人，中华人民共和国政治人物。现任江西农业大学副校长，教授，民建江西省委副主委。第十三、十四届全国政协委员。